# Yodel It!
Yodel It! è un singolo dei cantanti rumeni Ilinca e Alex Florea, pubblicato il 30 gennaio 2017 da Cat Music.

## Descrizione
Il singolo, scritto e prodotto da Mihai Alexandru e Alexandra Niculae, si distingue per la presenza dello yodel di Ilinca nel ritornello, a cui si alternano i versi di musica rap di Alex Florea.
Con Yodel It! Ilinca e Alex Florea hanno partecipato a Selecția Națională 2017, il programma di selezione rumeno per l'Eurovision. La canzone si è qualificata dalla semifinale del 26 febbraio 2017, ottenendo il massimo dei punti da tutti e cinque i giurati e procedendo per la finale del 5 marzo. Qui Ilinca ed Alex hanno vinto il voto del pubblico, ottenendo oltre 10.000 televoti e assicurandosi un posto sul palco dell'Eurovision Song Contest 2017 a Kiev, in Ucraina. Ilinca e Alex Florea dovranno passare la seconda semifinale dell'11 maggio, competendo con altri 18 artisti per aggiudicarsi uno dei dieci biglietti per la finale del 13 maggio.

## Tracce
Download digitale
1. Yodel It! – 2:56

## Classifiche
| Classifica (2017) | Posizione massima |
| ----------------- | ----------------- |
| Austria           | 34                |
| Belgio (Fiandre)  | 88                |
| Germania          | 93                |
| Paesi Bassi       | 90                |
| Svezia            | 64                |
| Svizzera          | 50                |